# Unicodeblock Hangeul-Jamo
Der Unicodeblock Hangeul-Jamo (engl. Hangul Jamo, U+1100 bis U+11FF) enthält die Jamo genannten Buchstaben, aus denen das Hangeul genannte koreanische Alphabet besteht. In Südkorea werden außer Hangeul seltener auch noch Hanja genannte chinesische Zeichen verwendet.
Jeder Buchstabe hat einen eigenen Namen, wobei Choseong den konsonantischen Silbenanlaut, Jungseong den vokalischen Silbengipfel und Jongseong den wieder konsonantischen Silbenauslaut bezeichnet. Jeweils innerhalb dieser drei Positionen existieren eigene Unicode-Nummern für jede mögliche Kombination von Konsonanten bzw. Vokalen. Die Choseong und Jongseong sehen bei gleichen Lauten identisch aus, werden jedoch unterschiedlich im Silbenquadrat positioniert.
Computersysteme, die mit diesen Zeichen die koreanische Sprache schreiben sollen, müssen einen Algorithmus haben, der die einzelnen Lautzeichen richtig zu einem Silbenquadrat zusammensetzt. Alternativ gibt es den Unicode-Block Hangeul-Silbenzeichen, in dem alle möglichen Kombinationen von Jamo bereits fertig zusammengesetzt sind.

## Liste
| Unicodenummer | Zeichen (400 %) | Kategorie                               | Bidirektionale Klasse | Offizielle Bezeichnung                | Beschreibung                           |
| ------------- | --------------- | --------------------------------------- | --------------------- | ------------------------------------- | -------------------------------------- |
| U+1100 (4352) | ᄀ              | anderer Buchstabe, Silbe oder Ideogramm | links nach rechts     | HANGUL CHOSEONG KIYEOK                | Hangeul-Choseong Kiyeok                |
| U+1101 (4353) | ᄁ              | anderer Buchstabe, Silbe oder Ideogramm | links nach rechts     | HANGUL CHOSEONG SSANGKIYEOK           | Hangeul-Choseong Ssangkiyeok           |
| U+1102 (4354) | ᄂ              | anderer Buchstabe, Silbe oder Ideogramm | links nach rechts     | HANGUL CHOSEONG NIEUN                 | Hangeul-Choseong Nieun                 |
| U+1103 (4355) | ᄃ              | anderer Buchstabe, Silbe oder Ideogramm | links nach rechts     | HANGUL CHOSEONG TIKEUT                | Hangeul-Choseong Tikeut                |
| U+1104 (4356) | ᄄ              | anderer Buchstabe, Silbe oder Ideogramm | links nach rechts     | HANGUL CHOSEONG SSANGTIKEUT           | Hangeul-Choseong Ssangtikeut           |
| U+1105 (4357) | ᄅ              | anderer Buchstabe, Silbe oder Ideogramm | links nach rechts     | HANGUL CHOSEONG RIEUL                 | Hangeul-Choseong Rieul                 |
| U+1106 (4358) | ᄆ              | anderer Buchstabe, Silbe oder Ideogramm | links nach rechts     | HANGUL CHOSEONG MIEUM                 | Hangeul-Choseong Mieum                 |
| U+1107 (4359) | ᄇ              | anderer Buchstabe, Silbe oder Ideogramm | links nach rechts     | HANGUL CHOSEONG PIEUP                 | Hangeul-Choseong Pieup                 |
| U+1108 (4360) | ᄈ              | anderer Buchstabe, Silbe oder Ideogramm | links nach rechts     | HANGUL CHOSEONG SSANGPIEUP            | Hangeul-Choseong Ssangpieup            |
| U+1109 (4361) | ᄉ              | anderer Buchstabe, Silbe oder Ideogramm | links nach rechts     | HANGUL CHOSEONG SIOS                  | Hangeul-Choseong Sios                  |
| U+110A (4362) | ᄊ              | anderer Buchstabe, Silbe oder Ideogramm | links nach rechts     | HANGUL CHOSEONG SSANGSIOS             | Hangeul-Choseong Ssangsios             |
| U+110B (4363) | ᄋ              | anderer Buchstabe, Silbe oder Ideogramm | links nach rechts     | HANGUL CHOSEONG IEUNG                 | Hangeul-Choseong Ieung                 |
| U+110C (4364) | ᄌ              | anderer Buchstabe, Silbe oder Ideogramm | links nach rechts     | HANGUL CHOSEONG CIEUC                 | Hangeul-Choseong Cieuc                 |
| U+110D (4365) | ᄍ              | anderer Buchstabe, Silbe oder Ideogramm | links nach rechts     | HANGUL CHOSEONG SSANGCIEUC            | Hangeul-Choseong Ssangcieuc            |
| U+110E (4366) | ᄎ              | anderer Buchstabe, Silbe oder Ideogramm | links nach rechts     | HANGUL CHOSEONG CHIEUCH               | Hangeul-Choseong Chieuch               |
| U+110F (4367) | ᄏ              | anderer Buchstabe, Silbe oder Ideogramm | links nach rechts     | HANGUL CHOSEONG KHIEUKH               | Hangeul-Choseong Khieukh               |
| U+1110 (4368) | ᄐ              | anderer Buchstabe, Silbe oder Ideogramm | links nach rechts     | HANGUL CHOSEONG THIEUTH               | Hangeul-Choseong Thieuth               |
| U+1111 (4369) | ᄑ              | anderer Buchstabe, Silbe oder Ideogramm | links nach rechts     | HANGUL CHOSEONG PHIEUPH               | Hangeul-Choseong Phieuph               |
| U+1112 (4370) | ᄒ              | anderer Buchstabe, Silbe oder Ideogramm | links nach rechts     | HANGUL CHOSEONG HIEUH                 | Hangeul-Choseong Hieuh                 |
| U+1113 (4371) | ᄓ              | anderer Buchstabe, Silbe oder Ideogramm | links nach rechts     | HANGUL CHOSEONG NIEUN-KIYEOK          | Hangeul-Choseong Nieun-Kiyeok          |
| U+1114 (4372) | ᄔ              | anderer Buchstabe, Silbe oder Ideogramm | links nach rechts     | HANGUL CHOSEONG SSANGNIEUN            | Hangeul-Choseong Ssangnieun            |
| U+1115 (4373) | ᄕ              | anderer Buchstabe, Silbe oder Ideogramm | links nach rechts     | HANGUL CHOSEONG NIEUN-TIKEUT          | Hangeul-Choseong Nieun-Tikeut          |
| U+1116 (4374) | ᄖ              | anderer Buchstabe, Silbe oder Ideogramm | links nach rechts     | HANGUL CHOSEONG NIEUN-PIEUP           | Hangeul-Choseong Nieun-Pieup           |
| U+1117 (4375) | ᄗ              | anderer Buchstabe, Silbe oder Ideogramm | links nach rechts     | HANGUL CHOSEONG TIKEUT-KIYEOK         | Hangeul-Choseong Tikeut-Kiyeok         |
| U+1118 (4376) | ᄘ              | anderer Buchstabe, Silbe oder Ideogramm | links nach rechts     | HANGUL CHOSEONG RIEUL-NIEUN           | Hangeul-Choseong Rieul-Nieun           |
| U+1119 (4377) | ᄙ              | anderer Buchstabe, Silbe oder Ideogramm | links nach rechts     | HANGUL CHOSEONG SSANGRIEUL            | Hangeul-Choseong Ssangrieul            |
| U+111A (4378) | ᄚ              | anderer Buchstabe, Silbe oder Ideogramm | links nach rechts     | HANGUL CHOSEONG RIEUL-HIEUH           | Hangeul-Choseong Rieul-Hieuh           |
| U+111B (4379) | ᄛ              | anderer Buchstabe, Silbe oder Ideogramm | links nach rechts     | HANGUL CHOSEONG KAPYEOUNRIEUL         | Hangeul-Choseong Kapyeounrieul         |
| U+111C (4380) | ᄜ              | anderer Buchstabe, Silbe oder Ideogramm | links nach rechts     | HANGUL CHOSEONG MIEUM-PIEUP           | Hangeul-Choseong Mieum-Pieup           |
| U+111D (4381) | ᄝ              | anderer Buchstabe, Silbe oder Ideogramm | links nach rechts     | HANGUL CHOSEONG KAPYEOUNMIEUM         | Hangeul-Choseong Kapyeounmieum         |
| U+111E (4382) | ᄞ              | anderer Buchstabe, Silbe oder Ideogramm | links nach rechts     | HANGUL CHOSEONG PIEUP-KIYEOK          | Hangeul-Choseong Pieup-Kiyeok          |
| U+111F (4383) | ᄟ              | anderer Buchstabe, Silbe oder Ideogramm | links nach rechts     | HANGUL CHOSEONG PIEUP-NIEUN           | Hangeul-Choseong Pieup-Nieun           |
| U+1120 (4384) | ᄠ              | anderer Buchstabe, Silbe oder Ideogramm | links nach rechts     | HANGUL CHOSEONG PIEUP-TIKEUT          | Hangeul-Choseong Pieup-Tikeut          |
| U+1121 (4385) | ᄡ              | anderer Buchstabe, Silbe oder Ideogramm | links nach rechts     | HANGUL CHOSEONG PIEUP-SIOS            | Hangeul-Choseong Pieup-Sios            |
| U+1122 (4386) | ᄢ              | anderer Buchstabe, Silbe oder Ideogramm | links nach rechts     | HANGUL CHOSEONG PIEUP-SIOS-KIYEOK     | Hangeul-Choseong Pieup-Sios-Kiyeok     |
| U+1123 (4387) | ᄣ              | anderer Buchstabe, Silbe oder Ideogramm | links nach rechts     | HANGUL CHOSEONG PIEUP-SIOS-TIKEUT     | Hangeul-Choseong Pieup-Sios-Tikeut     |
| U+1124 (4388) | ᄤ              | anderer Buchstabe, Silbe oder Ideogramm | links nach rechts     | HANGUL CHOSEONG PIEUP-SIOS-PIEUP      | Hangeul-Choseong Pieup-Sios-Pieup      |
| U+1125 (4389) | ᄥ              | anderer Buchstabe, Silbe oder Ideogramm | links nach rechts     | HANGUL CHOSEONG PIEUP-SSANGSIOS       | Hangeul-Choseong Pieup-Ssangsios       |
| U+1126 (4390) | ᄦ              | anderer Buchstabe, Silbe oder Ideogramm | links nach rechts     | HANGUL CHOSEONG PIEUP-SIOS-CIEUC      | Hangeul-Choseong Pieup-Sios-Cieuc      |
| U+1127 (4391) | ᄧ              | anderer Buchstabe, Silbe oder Ideogramm | links nach rechts     | HANGUL CHOSEONG PIEUP-CIEUC           | Hangeul-Choseong Pieup-Cieuc           |
| U+1128 (4392) | ᄨ              | anderer Buchstabe, Silbe oder Ideogramm | links nach rechts     | HANGUL CHOSEONG PIEUP-CHIEUCH         | Hangeul-Choseong Pieup-Chieuch         |
| U+1129 (4393) | ᄩ              | anderer Buchstabe, Silbe oder Ideogramm | links nach rechts     | HANGUL CHOSEONG PIEUP-THIEUTH         | Hangeul-Choseong Pieup-Thieuth         |
| U+112A (4394) | ᄪ              | anderer Buchstabe, Silbe oder Ideogramm | links nach rechts     | HANGUL CHOSEONG PIEUP-PHIEUPH         | Hangeul-Choseong Pieup-Phieuph         |
| U+112B (4395) | ᄫ              | anderer Buchstabe, Silbe oder Ideogramm | links nach rechts     | HANGUL CHOSEONG KAPYEOUNPIEUP         | Hangeul-Choseong Kapyeounpieup         |
| U+112C (4396) | ᄬ              | anderer Buchstabe, Silbe oder Ideogramm | links nach rechts     | HANGUL CHOSEONG KAPYEOUNSSANGPIEUP    | Hangeul-Choseong Kapyeounssangpieup    |
| U+112D (4397) | ᄭ              | anderer Buchstabe, Silbe oder Ideogramm | links nach rechts     | HANGUL CHOSEONG SIOS-KIYEOK           | Hangeul-Choseong Sios-Kiyeok           |
| U+112E (4398) | ᄮ              | anderer Buchstabe, Silbe oder Ideogramm | links nach rechts     | HANGUL CHOSEONG SIOS-NIEUN            | Hangeul-Choseong Sios-Nieun            |
| U+112F (4399) | ᄯ              | anderer Buchstabe, Silbe oder Ideogramm | links nach rechts     | HANGUL CHOSEONG SIOS-TIKEUT           | Hangeul-Choseong Sios-Tikeut           |
| U+1130 (4400) | ᄰ              | anderer Buchstabe, Silbe oder Ideogramm | links nach rechts     | HANGUL CHOSEONG SIOS-RIEUL            | Hangeul-Choseong Sios-Rieul            |
| U+1131 (4401) | ᄱ              | anderer Buchstabe, Silbe oder Ideogramm | links nach rechts     | HANGUL CHOSEONG SIOS-MIEUM            | Hangeul-Choseong Sios-Mieum            |
| U+1132 (4402) | ᄲ              | anderer Buchstabe, Silbe oder Ideogramm | links nach rechts     | HANGUL CHOSEONG SIOS-PIEUP            | Hangeul-Choseong Sios-Pieup            |
| U+1133 (4403) | ᄳ              | anderer Buchstabe, Silbe oder Ideogramm | links nach rechts     | HANGUL CHOSEONG SIOS-PIEUP-KIYEOK     | Hangeul-Choseong Sios-Pieup-Kiyeok     |
| U+1134 (4404) | ᄴ              | anderer Buchstabe, Silbe oder Ideogramm | links nach rechts     | HANGUL CHOSEONG SIOS-SSANGSIOS        | Hangeul-Choseong Sios-Ssangsios        |
| U+1135 (4405) | ᄵ              | anderer Buchstabe, Silbe oder Ideogramm | links nach rechts     | HANGUL CHOSEONG SIOS-IEUNG            | Hangeul-Choseong Sios-Ieung            |
| U+1136 (4406) | ᄶ              | anderer Buchstabe, Silbe oder Ideogramm | links nach rechts     | HANGUL CHOSEONG SIOS-CIEUC            | Hangeul-Choseong Sios-Cieuc            |
| U+1137 (4407) | ᄷ              | anderer Buchstabe, Silbe oder Ideogramm | links nach rechts     | HANGUL CHOSEONG SIOS-CHIEUCH          | Hangeul-Choseong Sios-Chieuch          |
| U+1138 (4408) | ᄸ              | anderer Buchstabe, Silbe oder Ideogramm | links nach rechts     | HANGUL CHOSEONG SIOS-KHIEUKH          | Hangeul-Choseong Sios-Khieukh          |
| U+1139 (4409) | ᄹ              | anderer Buchstabe, Silbe oder Ideogramm | links nach rechts     | HANGUL CHOSEONG SIOS-THIEUTH          | Hangeul-Choseong Sios-Thieuth          |
| U+113A (4410) | ᄺ              | anderer Buchstabe, Silbe oder Ideogramm | links nach rechts     | HANGUL CHOSEONG SIOS-PHIEUPH          | Hangeul-Choseong Sios-Phieuph          |
| U+113B (4411) | ᄻ              | anderer Buchstabe, Silbe oder Ideogramm | links nach rechts     | HANGUL CHOSEONG SIOS-HIEUH            | Hangeul-Choseong Sios-Hieuh            |
| U+113C (4412) | ᄼ              | anderer Buchstabe, Silbe oder Ideogramm | links nach rechts     | HANGUL CHOSEONG CHITUEUMSIOS          | Hangeul-Choseong Chitueumsios          |
| U+113D (4413) | ᄽ              | anderer Buchstabe, Silbe oder Ideogramm | links nach rechts     | HANGUL CHOSEONG CHITUEUMSSANGSIOS     | Hangeul-Choseong Chitueumssangsios     |
| U+113E (4414) | ᄾ              | anderer Buchstabe, Silbe oder Ideogramm | links nach rechts     | HANGUL CHOSEONG CEONGCHIEUMSIOS       | Hangeul-Choseong Ceongchieumsios       |
| U+113F (4415) | ᄿ              | anderer Buchstabe, Silbe oder Ideogramm | links nach rechts     | HANGUL CHOSEONG CEONGCHIEUMSSANGSIOS  | Hangeul-Choseong Ceongchieumssangsios  |
| U+1140 (4416) | ᅀ              | anderer Buchstabe, Silbe oder Ideogramm | links nach rechts     | HANGUL CHOSEONG PANSIOS               | Hangeul-Choseong Pansios               |
| U+1141 (4417) | ᅁ              | anderer Buchstabe, Silbe oder Ideogramm | links nach rechts     | HANGUL CHOSEONG IEUNG-KIYEOK          | Hangeul-Choseong Ieung-Kiyeok          |
| U+1142 (4418) | ᅂ              | anderer Buchstabe, Silbe oder Ideogramm | links nach rechts     | HANGUL CHOSEONG IEUNG-TIKEUT          | Hangeul-Choseong Ieung-Tikeut          |
| U+1143 (4419) | ᅃ              | anderer Buchstabe, Silbe oder Ideogramm | links nach rechts     | HANGUL CHOSEONG IEUNG-MIEUM           | Hangeul-Choseong Ieung-Mieum           |
| U+1144 (4420) | ᅄ              | anderer Buchstabe, Silbe oder Ideogramm | links nach rechts     | HANGUL CHOSEONG IEUNG-PIEUP           | Hangeul-Choseong Ieung-Pieup           |
| U+1145 (4421) | ᅅ              | anderer Buchstabe, Silbe oder Ideogramm | links nach rechts     | HANGUL CHOSEONG IEUNG-SIOS            | Hangeul-Choseong Ieung-Sios            |
| U+1146 (4422) | ᅆ              | anderer Buchstabe, Silbe oder Ideogramm | links nach rechts     | HANGUL CHOSEONG IEUNG-PANSIOS         | Hangeul-Choseong Ieung-Pansios         |
| U+1147 (4423) | ᅇ              | anderer Buchstabe, Silbe oder Ideogramm | links nach rechts     | HANGUL CHOSEONG SSANGIEUNG            | Hangeul-Choseong Ssangieung            |
| U+1148 (4424) | ᅈ              | anderer Buchstabe, Silbe oder Ideogramm | links nach rechts     | HANGUL CHOSEONG IEUNG-CIEUC           | Hangeul-Choseong Ieung-Cieuc           |
| U+1149 (4425) | ᅉ              | anderer Buchstabe, Silbe oder Ideogramm | links nach rechts     | HANGUL CHOSEONG IEUNG-CHIEUCH         | Hangeul-Choseong Ieung-Chieuch         |
| U+114A (4426) | ᅊ              | anderer Buchstabe, Silbe oder Ideogramm | links nach rechts     | HANGUL CHOSEONG IEUNG-THIEUTH         | Hangeul-Choseong Ieung-Thieuth         |
| U+114B (4427) | ᅋ              | anderer Buchstabe, Silbe oder Ideogramm | links nach rechts     | HANGUL CHOSEONG IEUNG-PHIEUPH         | Hangeul-Choseong Ieung-Phieuph         |
| U+114C (4428) | ᅌ              | anderer Buchstabe, Silbe oder Ideogramm | links nach rechts     | HANGUL CHOSEONG YESIEUNG              | Hangeul-Choseong Yesieung              |
| U+114D (4429) | ᅍ              | anderer Buchstabe, Silbe oder Ideogramm | links nach rechts     | HANGUL CHOSEONG CIEUC-IEUNG           | Hangeul-Choseong Cieuc-Ieung           |
| U+114E (4430) | ᅎ              | anderer Buchstabe, Silbe oder Ideogramm | links nach rechts     | HANGUL CHOSEONG CHITUEUMCIEUC         | Hangeul-Choseong Chitueumcieuc         |
| U+114F (4431) | ᅏ              | anderer Buchstabe, Silbe oder Ideogramm | links nach rechts     | HANGUL CHOSEONG CHITUEUMSSANGCIEUC    | Hangeul-Choseong Chitueumssangcieuc    |
| U+1150 (4432) | ᅐ              | anderer Buchstabe, Silbe oder Ideogramm | links nach rechts     | HANGUL CHOSEONG CEONGCHIEUMCIEUC      | Hangeul-Choseong Ceongchieumcieuc      |
| U+1151 (4433) | ᅑ              | anderer Buchstabe, Silbe oder Ideogramm | links nach rechts     | HANGUL CHOSEONG CEONGCHIEUMSSANGCIEUC | Hangeul-Choseong Ceongchieumssangcieuc |
| U+1152 (4434) | ᅒ              | anderer Buchstabe, Silbe oder Ideogramm | links nach rechts     | HANGUL CHOSEONG CHIEUCH-KHIEUKH       | Hangeul-Choseong Chieuch-Khieukh       |
| U+1153 (4435) | ᅓ              | anderer Buchstabe, Silbe oder Ideogramm | links nach rechts     | HANGUL CHOSEONG CHIEUCH-HIEUH         | Hangeul-Choseong Chieuch-Hieuh         |
| U+1154 (4436) | ᅔ              | anderer Buchstabe, Silbe oder Ideogramm | links nach rechts     | HANGUL CHOSEONG CHITUEUMCHIEUCH       | Hangeul-Choseong Chitueumchieuch       |
| U+1155 (4437) | ᅕ              | anderer Buchstabe, Silbe oder Ideogramm | links nach rechts     | HANGUL CHOSEONG CEONGCHIEUMCHIEUCH    | Hangeul-Choseong Ceongchieumchieuch    |
| U+1156 (4438) | ᅖ              | anderer Buchstabe, Silbe oder Ideogramm | links nach rechts     | HANGUL CHOSEONG PHIEUPH-PIEUP         | Hangeul-Choseong Phieuph-Pieup         |
| U+1157 (4439) | ᅗ              | anderer Buchstabe, Silbe oder Ideogramm | links nach rechts     | HANGUL CHOSEONG KAPYEOUNPHIEUPH       | Hangeul-Choseong Kapyeounphieuph       |
| U+1158 (4440) | ᅘ              | anderer Buchstabe, Silbe oder Ideogramm | links nach rechts     | HANGUL CHOSEONG SSANGHIEUH            | Hangeul-Choseong Ssanghieuh            |
| U+1159 (4441) | ᅙ              | anderer Buchstabe, Silbe oder Ideogramm | links nach rechts     | HANGUL CHOSEONG YEORINHIEUH           | Hangeul-Choseong Yeorinhieuh           |
| U+115A (4442) | ᅚ              | anderer Buchstabe, Silbe oder Ideogramm | links nach rechts     | HANGUL CHOSEONG KIYEOK-TIKEUT         | Hangeul-Choseong Kiyeok-Tikeut         |
| U+115B (4443) | ᅛ              | anderer Buchstabe, Silbe oder Ideogramm | links nach rechts     | HANGUL CHOSEONG NIEUN-SIOS            | Hangeul-Choseong Nieun-Sios            |
| U+115C (4444) | ᅜ              | anderer Buchstabe, Silbe oder Ideogramm | links nach rechts     | HANGUL CHOSEONG NIEUN-CIEUC           | Hangeul-Choseong Nieun-Cieuc           |
| U+115D (4445) | ᅝ              | anderer Buchstabe, Silbe oder Ideogramm | links nach rechts     | HANGUL CHOSEONG NIEUN-HIEUH           | Hangeul-Choseong Nieun-Hieuh           |
| U+115E (4446) | ᅞ              | anderer Buchstabe, Silbe oder Ideogramm | links nach rechts     | HANGUL CHOSEONG TIKEUT-RIEUL          | Hangeul-Choseong Tikeut-Rieul          |
| U+115F (4447) | ᅟ              | anderer Buchstabe, Silbe oder Ideogramm | links nach rechts     | HANGUL CHOSEONG FILLER                | Hangeul-Choseong Leerstelle            |
| U+1160 (4448) | ᅠ                | anderer Buchstabe, Silbe oder Ideogramm | links nach rechts     | HANGUL JUNGSEONG FILLER               | Hangeul-Jungseong Leerstelle           |
| U+1161 (4449) | ᅡ                | anderer Buchstabe, Silbe oder Ideogramm | links nach rechts     | HANGUL JUNGSEONG A                    | Hangeul-Jungseong A                    |
| U+1162 (4450) | ᅢ                | anderer Buchstabe, Silbe oder Ideogramm | links nach rechts     | HANGUL JUNGSEONG AE                   | Hangeul-Jungseong Ae                   |
| U+1163 (4451) | ᅣ                | anderer Buchstabe, Silbe oder Ideogramm | links nach rechts     | HANGUL JUNGSEONG YA                   | Hangeul-Jungseong Ya                   |
| U+1164 (4452) | ᅤ                | anderer Buchstabe, Silbe oder Ideogramm | links nach rechts     | HANGUL JUNGSEONG YAE                  | Hangeul-Jungseong Yae                  |
| U+1165 (4453) | ᅥ                | anderer Buchstabe, Silbe oder Ideogramm | links nach rechts     | HANGUL JUNGSEONG EO                   | Hangeul-Jungseong Eo                   |
| U+1166 (4454) | ᅦ                | anderer Buchstabe, Silbe oder Ideogramm | links nach rechts     | HANGUL JUNGSEONG E                    | Hangeul-Jungseong E                    |
| U+1167 (4455) | ᅧ                | anderer Buchstabe, Silbe oder Ideogramm | links nach rechts     | HANGUL JUNGSEONG YEO                  | Hangeul-Jungseong Yeo                  |
| U+1168 (4456) | ᅨ                | anderer Buchstabe, Silbe oder Ideogramm | links nach rechts     | HANGUL JUNGSEONG YE                   | Hangeul-Jungseong Ye                   |
| U+1169 (4457) | ᅩ                | anderer Buchstabe, Silbe oder Ideogramm | links nach rechts     | HANGUL JUNGSEONG O                    | Hangeul-Jungseong O                    |
| U+116A (4458) | ᅪ                | anderer Buchstabe, Silbe oder Ideogramm | links nach rechts     | HANGUL JUNGSEONG WA                   | Hangeul-Jungseong Wa                   |
| U+116B (4459) | ᅫ                | anderer Buchstabe, Silbe oder Ideogramm | links nach rechts     | HANGUL JUNGSEONG WAE                  | Hangeul-Jungseong Wae                  |
| U+116C (4460) | ᅬ                | anderer Buchstabe, Silbe oder Ideogramm | links nach rechts     | HANGUL JUNGSEONG OE                   | Hangeul-Jungseong Oe                   |
| U+116D (4461) | ᅭ                | anderer Buchstabe, Silbe oder Ideogramm | links nach rechts     | HANGUL JUNGSEONG YO                   | Hangeul-Jungseong Yo                   |
| U+116E (4462) | ᅮ                | anderer Buchstabe, Silbe oder Ideogramm | links nach rechts     | HANGUL JUNGSEONG U                    | Hangeul-Jungseong U                    |
| U+116F (4463) | ᅯ                | anderer Buchstabe, Silbe oder Ideogramm | links nach rechts     | HANGUL JUNGSEONG WEO                  | Hangeul-Jungseong Weo                  |
| U+1170 (4464) | ᅰ                | anderer Buchstabe, Silbe oder Ideogramm | links nach rechts     | HANGUL JUNGSEONG WE                   | Hangeul-Jungseong We                   |
| U+1171 (4465) | ᅱ                | anderer Buchstabe, Silbe oder Ideogramm | links nach rechts     | HANGUL JUNGSEONG WI                   | Hangeul-Jungseong Wi                   |
| U+1172 (4466) | ᅲ                | anderer Buchstabe, Silbe oder Ideogramm | links nach rechts     | HANGUL JUNGSEONG YU                   | Hangeul-Jungseong Yu                   |
| U+1173 (4467) | ᅳ                | anderer Buchstabe, Silbe oder Ideogramm | links nach rechts     | HANGUL JUNGSEONG EU                   | Hangeul-Jungseong Eu                   |
| U+1174 (4468) | ᅴ                | anderer Buchstabe, Silbe oder Ideogramm | links nach rechts     | HANGUL JUNGSEONG YI                   | Hangeul-Jungseong Yi                   |
| U+1175 (4469) | ᅵ                | anderer Buchstabe, Silbe oder Ideogramm | links nach rechts     | HANGUL JUNGSEONG I                    | Hangeul-Jungseong I                    |
| U+1176 (4470) | ᅶ                | anderer Buchstabe, Silbe oder Ideogramm | links nach rechts     | HANGUL JUNGSEONG A-O                  | Hangeul-Jungseong A-O                  |
| U+1177 (4471) | ᅷ                | anderer Buchstabe, Silbe oder Ideogramm | links nach rechts     | HANGUL JUNGSEONG A-U                  | Hangeul-Jungseong A-U                  |
| U+1178 (4472) | ᅸ                | anderer Buchstabe, Silbe oder Ideogramm | links nach rechts     | HANGUL JUNGSEONG YA-O                 | Hangeul-Jungseong Ya-O                 |
| U+1179 (4473) | ᅹ                | anderer Buchstabe, Silbe oder Ideogramm | links nach rechts     | HANGUL JUNGSEONG YA-YO                | Hangeul-Jungseong Ya-Yo                |
| U+117A (4474) | ᅺ                | anderer Buchstabe, Silbe oder Ideogramm | links nach rechts     | HANGUL JUNGSEONG EO-O                 | Hangeul-Jungseong Eo-O                 |
| U+117B (4475) | ᅻ                | anderer Buchstabe, Silbe oder Ideogramm | links nach rechts     | HANGUL JUNGSEONG EO-U                 | Hangeul-Jungseong Eo-U                 |
| U+117C (4476) | ᅼ                | anderer Buchstabe, Silbe oder Ideogramm | links nach rechts     | HANGUL JUNGSEONG EO-EU                | Hangeul-Jungseong Eo-Eu                |
| U+117D (4477) | ᅽ                | anderer Buchstabe, Silbe oder Ideogramm | links nach rechts     | HANGUL JUNGSEONG YEO-O                | Hangeul-Jungseong Yeo-O                |
| U+117E (4478) | ᅾ                | anderer Buchstabe, Silbe oder Ideogramm | links nach rechts     | HANGUL JUNGSEONG YEO-U                | Hangeul-Jungseong Yeo-U                |
| U+117F (4479) | ᅿ                | anderer Buchstabe, Silbe oder Ideogramm | links nach rechts     | HANGUL JUNGSEONG O-EO                 | Hangeul-Jungseong O-Eo                 |
| U+1180 (4480) | ᆀ                | anderer Buchstabe, Silbe oder Ideogramm | links nach rechts     | HANGUL JUNGSEONG O-E                  | Hangeul-Jungseong O-E                  |
| U+1181 (4481) | ᆁ                | anderer Buchstabe, Silbe oder Ideogramm | links nach rechts     | HANGUL JUNGSEONG O-YE                 | Hangeul-Jungseong O-Ye                 |
| U+1182 (4482) | ᆂ                | anderer Buchstabe, Silbe oder Ideogramm | links nach rechts     | HANGUL JUNGSEONG O-O                  | Hangeul-Jungseong O-O                  |
| U+1183 (4483) | ᆃ                | anderer Buchstabe, Silbe oder Ideogramm | links nach rechts     | HANGUL JUNGSEONG O-U                  | Hangeul-Jungseong O-U                  |
| U+1184 (4484) | ᆄ                | anderer Buchstabe, Silbe oder Ideogramm | links nach rechts     | HANGUL JUNGSEONG YO-YA                | Hangeul-Jungseong Yo-Ya                |
| U+1185 (4485) | ᆅ                | anderer Buchstabe, Silbe oder Ideogramm | links nach rechts     | HANGUL JUNGSEONG YO-YAE               | Hangeul-Jungseong Yo-Yae               |
| U+1186 (4486) | ᆆ                | anderer Buchstabe, Silbe oder Ideogramm | links nach rechts     | HANGUL JUNGSEONG YO-YEO               | Hangeul-Jungseong Yo-Yeo               |
| U+1187 (4487) | ᆇ                | anderer Buchstabe, Silbe oder Ideogramm | links nach rechts     | HANGUL JUNGSEONG YO-O                 | Hangeul-Jungseong Yo-O                 |
| U+1188 (4488) | ᆈ                | anderer Buchstabe, Silbe oder Ideogramm | links nach rechts     | HANGUL JUNGSEONG YO-I                 | Hangeul-Jungseong Yo-I                 |
| U+1189 (4489) | ᆉ                | anderer Buchstabe, Silbe oder Ideogramm | links nach rechts     | HANGUL JUNGSEONG U-A                  | Hangeul-Jungseong U-A                  |
| U+118A (4490) | ᆊ                | anderer Buchstabe, Silbe oder Ideogramm | links nach rechts     | HANGUL JUNGSEONG U-AE                 | Hangeul-Jungseong U-Ae                 |
| U+118B (4491) | ᆋ                | anderer Buchstabe, Silbe oder Ideogramm | links nach rechts     | HANGUL JUNGSEONG U-EO-EU              | Hangeul-Jungseong U-Eo-Eu              |
| U+118C (4492) | ᆌ                | anderer Buchstabe, Silbe oder Ideogramm | links nach rechts     | HANGUL JUNGSEONG U-YE                 | Hangeul-Jungseong U-Ye                 |
| U+118D (4493) | ᆍ                | anderer Buchstabe, Silbe oder Ideogramm | links nach rechts     | HANGUL JUNGSEONG U-U                  | Hangeul-Jungseong U-U                  |
| U+118E (4494) | ᆎ                | anderer Buchstabe, Silbe oder Ideogramm | links nach rechts     | HANGUL JUNGSEONG YU-A                 | Hangeul-Jungseong Yu-A                 |
| U+118F (4495) | ᆏ                | anderer Buchstabe, Silbe oder Ideogramm | links nach rechts     | HANGUL JUNGSEONG YU-EO                | Hangeul-Jungseong Yu-Eo                |
| U+1190 (4496) | ᆐ                | anderer Buchstabe, Silbe oder Ideogramm | links nach rechts     | HANGUL JUNGSEONG YU-E                 | Hangeul-Jungseong Yu-E                 |
| U+1191 (4497) | ᆑ                | anderer Buchstabe, Silbe oder Ideogramm | links nach rechts     | HANGUL JUNGSEONG YU-YEO               | Hangeul-Jungseong Yu-Yeo               |
| U+1192 (4498) | ᆒ                | anderer Buchstabe, Silbe oder Ideogramm | links nach rechts     | HANGUL JUNGSEONG YU-YE                | Hangeul-Jungseong Yu-Ye                |
| U+1193 (4499) | ᆓ                | anderer Buchstabe, Silbe oder Ideogramm | links nach rechts     | HANGUL JUNGSEONG YU-U                 | Hangeul-Jungseong Yu-U                 |
| U+1194 (4500) | ᆔ                | anderer Buchstabe, Silbe oder Ideogramm | links nach rechts     | HANGUL JUNGSEONG YU-I                 | Hangeul-Jungseong Yu-I                 |
| U+1195 (4501) | ᆕ                | anderer Buchstabe, Silbe oder Ideogramm | links nach rechts     | HANGUL JUNGSEONG EU-U                 | Hangeul-Jungseong Eu-U                 |
| U+1196 (4502) | ᆖ                | anderer Buchstabe, Silbe oder Ideogramm | links nach rechts     | HANGUL JUNGSEONG EU-EU                | Hangeul-Jungseong Eu-Eu                |
| U+1197 (4503) | ᆗ                | anderer Buchstabe, Silbe oder Ideogramm | links nach rechts     | HANGUL JUNGSEONG YI-U                 | Hangeul-Jungseong Yi-U                 |
| U+1198 (4504) | ᆘ                | anderer Buchstabe, Silbe oder Ideogramm | links nach rechts     | HANGUL JUNGSEONG I-A                  | Hangeul-Jungseong I-A                  |
| U+1199 (4505) | ᆙ                | anderer Buchstabe, Silbe oder Ideogramm | links nach rechts     | HANGUL JUNGSEONG I-YA                 | Hangeul-Jungseong I-Ya                 |
| U+119A (4506) | ᆚ                | anderer Buchstabe, Silbe oder Ideogramm | links nach rechts     | HANGUL JUNGSEONG I-O                  | Hangeul-Jungseong I-O                  |
| U+119B (4507) | ᆛ                | anderer Buchstabe, Silbe oder Ideogramm | links nach rechts     | HANGUL JUNGSEONG I-U                  | Hangeul-Jungseong I-U                  |
| U+119C (4508) | ᆜ                | anderer Buchstabe, Silbe oder Ideogramm | links nach rechts     | HANGUL JUNGSEONG I-EU                 | Hangeul-Jungseong I-Eu                 |
| U+119D (4509) | ᆝ                | anderer Buchstabe, Silbe oder Ideogramm | links nach rechts     | HANGUL JUNGSEONG I-ARAEA              | Hangeul-Jungseong I-Araea              |
| U+119E (4510) | ᆞ                | anderer Buchstabe, Silbe oder Ideogramm | links nach rechts     | HANGUL JUNGSEONG ARAEA                | Hangeul-Jungseong Araea                |
| U+119F (4511) | ᆟ                | anderer Buchstabe, Silbe oder Ideogramm | links nach rechts     | HANGUL JUNGSEONG ARAEA-EO             | Hangeul-Jungseong Araea-Eo             |
| U+11A0 (4512) | ᆠ                | anderer Buchstabe, Silbe oder Ideogramm | links nach rechts     | HANGUL JUNGSEONG ARAEA-U              | Hangeul-Jungseong Araea-U              |
| U+11A1 (4513) | ᆡ                | anderer Buchstabe, Silbe oder Ideogramm | links nach rechts     | HANGUL JUNGSEONG ARAEA-I              | Hangeul-Jungseong Araea-I              |
| U+11A2 (4514) | ᆢ                | anderer Buchstabe, Silbe oder Ideogramm | links nach rechts     | HANGUL JUNGSEONG SSANGARAEA           | Hangeul-Jungseong Ssangaraea           |
| U+11A3 (4515) | ᆣ                | anderer Buchstabe, Silbe oder Ideogramm | links nach rechts     | HANGUL JUNGSEONG A-EU                 | Hangeul-Jungseong A-Eu                 |
| U+11A4 (4516) | ᆤ                | anderer Buchstabe, Silbe oder Ideogramm | links nach rechts     | HANGUL JUNGSEONG YA-U                 | Hangeul-Jungseong Ya-U                 |
| U+11A5 (4517) | ᆥ                | anderer Buchstabe, Silbe oder Ideogramm | links nach rechts     | HANGUL JUNGSEONG YEO-YA               | Hangeul-Jungseong Yeo-Ya               |
| U+11A6 (4518) | ᆦ                | anderer Buchstabe, Silbe oder Ideogramm | links nach rechts     | HANGUL JUNGSEONG O-YA                 | Hangeul-Jungseong O-Ya                 |
| U+11A7 (4519) | ᆧ                | anderer Buchstabe, Silbe oder Ideogramm | links nach rechts     | HANGUL JUNGSEONG O-YAE                | Hangeul-Jungseong O-Yae                |
| U+11A8 (4520) | ᆨ                | anderer Buchstabe, Silbe oder Ideogramm | links nach rechts     | HANGUL JONGSEONG KIYEOK               | Hangeul-Jongseong Kiyeok               |
| U+11A9 (4521) | ᆩ                | anderer Buchstabe, Silbe oder Ideogramm | links nach rechts     | HANGUL JONGSEONG SSANGKIYEOK          | Hangeul-Jongseong Ssangkiyeok          |
| U+11AA (4522) | ᆪ                | anderer Buchstabe, Silbe oder Ideogramm | links nach rechts     | HANGUL JONGSEONG KIYEOK-SIOS          | Hangeul-Jongseong Kiyeok-Sios          |
| U+11AB (4523) | ᆫ                | anderer Buchstabe, Silbe oder Ideogramm | links nach rechts     | HANGUL JONGSEONG NIEUN                | Hangeul-Jongseong Nieun                |
| U+11AC (4524) | ᆬ                | anderer Buchstabe, Silbe oder Ideogramm | links nach rechts     | HANGUL JONGSEONG NIEUN-CIEUC          | Hangeul-Jongseong Nieun-Cieuc          |
| U+11AD (4525) | ᆭ                | anderer Buchstabe, Silbe oder Ideogramm | links nach rechts     | HANGUL JONGSEONG NIEUN-HIEUH          | Hangeul-Jongseong Nieun-Hieuh          |
| U+11AE (4526) | ᆮ                | anderer Buchstabe, Silbe oder Ideogramm | links nach rechts     | HANGUL JONGSEONG TIKEUT               | Hangeul-Jongseong Tikeut               |
| U+11AF (4527) | ᆯ                | anderer Buchstabe, Silbe oder Ideogramm | links nach rechts     | HANGUL JONGSEONG RIEUL                | Hangeul-Jongseong Rieul                |
| U+11B0 (4528) | ᆰ                | anderer Buchstabe, Silbe oder Ideogramm | links nach rechts     | HANGUL JONGSEONG RIEUL-KIYEOK         | Hangeul-Jongseong Rieul-Kiyeok         |
| U+11B1 (4529) | ᆱ                | anderer Buchstabe, Silbe oder Ideogramm | links nach rechts     | HANGUL JONGSEONG RIEUL-MIEUM          | Hangeul-Jongseong Rieul-Mieum          |
| U+11B2 (4530) | ᆲ                | anderer Buchstabe, Silbe oder Ideogramm | links nach rechts     | HANGUL JONGSEONG RIEUL-PIEUP          | Hangeul-Jongseong Rieul-Pieup          |
| U+11B3 (4531) | ᆳ                | anderer Buchstabe, Silbe oder Ideogramm | links nach rechts     | HANGUL JONGSEONG RIEUL-SIOS           | Hangeul-Jongseong Rieul-Sios           |
| U+11B4 (4532) | ᆴ                | anderer Buchstabe, Silbe oder Ideogramm | links nach rechts     | HANGUL JONGSEONG RIEUL-THIEUTH        | Hangeul-Jongseong Rieul-Thieuth        |
| U+11B5 (4533) | ᆵ                | anderer Buchstabe, Silbe oder Ideogramm | links nach rechts     | HANGUL JONGSEONG RIEUL-PHIEUPH        | Hangeul-Jongseong Rieul-Phieuph        |
| U+11B6 (4534) | ᆶ                | anderer Buchstabe, Silbe oder Ideogramm | links nach rechts     | HANGUL JONGSEONG RIEUL-HIEUH          | Hangeul-Jongseong Rieul-Hieuh          |
| U+11B7 (4535) | ᆷ                | anderer Buchstabe, Silbe oder Ideogramm | links nach rechts     | HANGUL JONGSEONG MIEUM                | Hangeul-Jongseong Mieum                |
| U+11B8 (4536) | ᆸ                | anderer Buchstabe, Silbe oder Ideogramm | links nach rechts     | HANGUL JONGSEONG PIEUP                | Hangeul-Jongseong Pieup                |
| U+11B9 (4537) | ᆹ                | anderer Buchstabe, Silbe oder Ideogramm | links nach rechts     | HANGUL JONGSEONG PIEUP-SIOS           | Hangeul-Jongseong Pieup-Sios           |
| U+11BA (4538) | ᆺ                | anderer Buchstabe, Silbe oder Ideogramm | links nach rechts     | HANGUL JONGSEONG SIOS                 | Hangeul-Jongseong Sios                 |
| U+11BB (4539) | ᆻ                | anderer Buchstabe, Silbe oder Ideogramm | links nach rechts     | HANGUL JONGSEONG SSANGSIOS            | Hangeul-Jongseong Ssangsios            |
| U+11BC (4540) | ᆼ                | anderer Buchstabe, Silbe oder Ideogramm | links nach rechts     | HANGUL JONGSEONG IEUNG                | Hangeul-Jongseong Ieung                |
| U+11BD (4541) | ᆽ                | anderer Buchstabe, Silbe oder Ideogramm | links nach rechts     | HANGUL JONGSEONG CIEUC                | Hangeul-Jongseong Cieuc                |
| U+11BE (4542) | ᆾ                | anderer Buchstabe, Silbe oder Ideogramm | links nach rechts     | HANGUL JONGSEONG CHIEUCH              | Hangeul-Jongseong Chieuch              |
| U+11BF (4543) | ᆿ                | anderer Buchstabe, Silbe oder Ideogramm | links nach rechts     | HANGUL JONGSEONG KHIEUKH              | Hangeul-Jongseong Khieukh              |
| U+11C0 (4544) | ᇀ                | anderer Buchstabe, Silbe oder Ideogramm | links nach rechts     | HANGUL JONGSEONG THIEUTH              | Hangeul-Jongseong Thieuth              |
| U+11C1 (4545) | ᇁ                | anderer Buchstabe, Silbe oder Ideogramm | links nach rechts     | HANGUL JONGSEONG PHIEUPH              | Hangeul-Jongseong Phieuph              |
| U+11C2 (4546) | ᇂ                | anderer Buchstabe, Silbe oder Ideogramm | links nach rechts     | HANGUL JONGSEONG HIEUH                | Hangeul-Jongseong Hieuh                |
| U+11C3 (4547) | ᇃ                | anderer Buchstabe, Silbe oder Ideogramm | links nach rechts     | HANGUL JONGSEONG KIYEOK-RIEUL         | Hangeul-Jongseong Kiyeok-Rieul         |
| U+11C4 (4548) | ᇄ                | anderer Buchstabe, Silbe oder Ideogramm | links nach rechts     | HANGUL JONGSEONG KIYEOK-SIOS-KIYEOK   | Hangeul-Jongseong Kiyeok-Sios-Kiyeok   |
| U+11C5 (4549) | ᇅ                | anderer Buchstabe, Silbe oder Ideogramm | links nach rechts     | HANGUL JONGSEONG NIEUN-KIYEOK         | Hangeul-Jongseong Nieun-Kiyeok         |
| U+11C6 (4550) | ᇆ                | anderer Buchstabe, Silbe oder Ideogramm | links nach rechts     | HANGUL JONGSEONG NIEUN-TIKEUT         | Hangeul-Jongseong Nieun-Tikeut         |
| U+11C7 (4551) | ᇇ                | anderer Buchstabe, Silbe oder Ideogramm | links nach rechts     | HANGUL JONGSEONG NIEUN-SIOS           | Hangeul-Jongseong Nieun-Sios           |
| U+11C8 (4552) | ᇈ                | anderer Buchstabe, Silbe oder Ideogramm | links nach rechts     | HANGUL JONGSEONG NIEUN-PANSIOS        | Hangeul-Jongseong Nieun-Pansios        |
| U+11C9 (4553) | ᇉ                | anderer Buchstabe, Silbe oder Ideogramm | links nach rechts     | HANGUL JONGSEONG NIEUN-THIEUTH        | Hangeul-Jongseong Nieun-Thieuth        |
| U+11CA (4554) | ᇊ                | anderer Buchstabe, Silbe oder Ideogramm | links nach rechts     | HANGUL JONGSEONG TIKEUT-KIYEOK        | Hangeul-Jongseong Tikeut-Kiyeok        |
| U+11CB (4555) | ᇋ                | anderer Buchstabe, Silbe oder Ideogramm | links nach rechts     | HANGUL JONGSEONG TIKEUT-RIEUL         | Hangeul-Jongseong Tikeut-Rieul         |
| U+11CC (4556) | ᇌ                | anderer Buchstabe, Silbe oder Ideogramm | links nach rechts     | HANGUL JONGSEONG RIEUL-KIYEOK-SIOS    | Hangeul-Jongseong Rieul-Kiyeok-Sios    |
| U+11CD (4557) | ᇍ                | anderer Buchstabe, Silbe oder Ideogramm | links nach rechts     | HANGUL JONGSEONG RIEUL-NIEUN          | Hangeul-Jongseong Rieul-Nieun          |
| U+11CE (4558) | ᇎ                | anderer Buchstabe, Silbe oder Ideogramm | links nach rechts     | HANGUL JONGSEONG RIEUL-TIKEUT         | Hangeul-Jongseong Rieul-Tikeut         |
| U+11CF (4559) | ᇏ                | anderer Buchstabe, Silbe oder Ideogramm | links nach rechts     | HANGUL JONGSEONG RIEUL-TIKEUT-HIEUH   | Hangeul-Jongseong Rieul-Tikeut-Hieuh   |
| U+11D0 (4560) | ᇐ                | anderer Buchstabe, Silbe oder Ideogramm | links nach rechts     | HANGUL JONGSEONG SSANGRIEUL           | Hangeul-Jongseong Ssangrieul           |
| U+11D1 (4561) | ᇑ                | anderer Buchstabe, Silbe oder Ideogramm | links nach rechts     | HANGUL JONGSEONG RIEUL-MIEUM-KIYEOK   | Hangeul-Jongseong Rieul-Mieum-Kiyeok   |
| U+11D2 (4562) | ᇒ                | anderer Buchstabe, Silbe oder Ideogramm | links nach rechts     | HANGUL JONGSEONG RIEUL-MIEUM-SIOS     | Hangeul-Jongseong Rieul-Mieum-Sios     |
| U+11D3 (4563) | ᇓ                | anderer Buchstabe, Silbe oder Ideogramm | links nach rechts     | HANGUL JONGSEONG RIEUL-PIEUP-SIOS     | Hangeul-Jongseong Rieul-Pieup-Sios     |
| U+11D4 (4564) | ᇔ                | anderer Buchstabe, Silbe oder Ideogramm | links nach rechts     | HANGUL JONGSEONG RIEUL-PIEUP-HIEUH    | Hangeul-Jongseong Rieul-Pieup-Hieuh    |
| U+11D5 (4565) | ᇕ                | anderer Buchstabe, Silbe oder Ideogramm | links nach rechts     | HANGUL JONGSEONG RIEUL-KAPYEOUNPIEUP  | Hangeul-Jongseong Rieul-Kapyeounpieup  |
| U+11D6 (4566) | ᇖ                | anderer Buchstabe, Silbe oder Ideogramm | links nach rechts     | HANGUL JONGSEONG RIEUL-SSANGSIOS      | Hangeul-Jongseong Rieul-Ssangsios      |
| U+11D7 (4567) | ᇗ                | anderer Buchstabe, Silbe oder Ideogramm | links nach rechts     | HANGUL JONGSEONG RIEUL-PANSIOS        | Hangeul-Jongseong Rieul-Pansios        |
| U+11D8 (4568) | ᇘ                | anderer Buchstabe, Silbe oder Ideogramm | links nach rechts     | HANGUL JONGSEONG RIEUL-KHIEUKH        | Hangeul-Jongseong Rieul-Khieukh        |
| U+11D9 (4569) | ᇙ                | anderer Buchstabe, Silbe oder Ideogramm | links nach rechts     | HANGUL JONGSEONG RIEUL-YEORINHIEUH    | Hangeul-Jongseong Rieul-Yeorinhieuh    |
| U+11DA (4570) | ᇚ                | anderer Buchstabe, Silbe oder Ideogramm | links nach rechts     | HANGUL JONGSEONG MIEUM-KIYEOK         | Hangeul-Jongseong Mieum-Kiyeok         |
| U+11DB (4571) | ᇛ                | anderer Buchstabe, Silbe oder Ideogramm | links nach rechts     | HANGUL JONGSEONG MIEUM-RIEUL          | Hangeul-Jongseong Mieum-Rieul          |
| U+11DC (4572) | ᇜ                | anderer Buchstabe, Silbe oder Ideogramm | links nach rechts     | HANGUL JONGSEONG MIEUM-PIEUP          | Hangeul-Jongseong Mieum-Pieup          |
| U+11DD (4573) | ᇝ                | anderer Buchstabe, Silbe oder Ideogramm | links nach rechts     | HANGUL JONGSEONG MIEUM-SIOS           | Hangeul-Jongseong Mieum-Sios           |
| U+11DE (4574) | ᇞ                | anderer Buchstabe, Silbe oder Ideogramm | links nach rechts     | HANGUL JONGSEONG MIEUM-SSANGSIOS      | Hangeul-Jongseong Mieum-Ssangsios      |
| U+11DF (4575) | ᇟ                | anderer Buchstabe, Silbe oder Ideogramm | links nach rechts     | HANGUL JONGSEONG MIEUM-PANSIOS        | Hangeul-Jongseong Mieum-Pansios        |
| U+11E0 (4576) | ᇠ                | anderer Buchstabe, Silbe oder Ideogramm | links nach rechts     | HANGUL JONGSEONG MIEUM-CHIEUCH        | Hangeul-Jongseong Mieum-Chieuch        |
| U+11E1 (4577) | ᇡ                | anderer Buchstabe, Silbe oder Ideogramm | links nach rechts     | HANGUL JONGSEONG MIEUM-HIEUH          | Hangeul-Jongseong Mieum-Hieuh          |
| U+11E2 (4578) | ᇢ                | anderer Buchstabe, Silbe oder Ideogramm | links nach rechts     | HANGUL JONGSEONG KAPYEOUNMIEUM        | Hangeul-Jongseong Kapyeounmieum        |
| U+11E3 (4579) | ᇣ                | anderer Buchstabe, Silbe oder Ideogramm | links nach rechts     | HANGUL JONGSEONG PIEUP-RIEUL          | Hangeul-Jongseong Pieup-Rieul          |
| U+11E4 (4580) | ᇤ                | anderer Buchstabe, Silbe oder Ideogramm | links nach rechts     | HANGUL JONGSEONG PIEUP-PHIEUPH        | Hangeul-Jongseong Pieup-Phieuph        |
| U+11E5 (4581) | ᇥ                | anderer Buchstabe, Silbe oder Ideogramm | links nach rechts     | HANGUL JONGSEONG PIEUP-HIEUH          | Hangeul-Jongseong Pieup-Hieuh          |
| U+11E6 (4582) | ᇦ                | anderer Buchstabe, Silbe oder Ideogramm | links nach rechts     | HANGUL JONGSEONG KAPYEOUNPIEUP        | Hangeul-Jongseong Kapyeounpieup        |
| U+11E7 (4583) | ᇧ                | anderer Buchstabe, Silbe oder Ideogramm | links nach rechts     | HANGUL JONGSEONG SIOS-KIYEOK          | Hangeul-Jongseong Sios-Kiyeok          |
| U+11E8 (4584) | ᇨ                | anderer Buchstabe, Silbe oder Ideogramm | links nach rechts     | HANGUL JONGSEONG SIOS-TIKEUT          | Hangeul-Jongseong Sios-Tikeut          |
| U+11E9 (4585) | ᇩ                | anderer Buchstabe, Silbe oder Ideogramm | links nach rechts     | HANGUL JONGSEONG SIOS-RIEUL           | Hangeul-Jongseong Sios-Rieul           |
| U+11EA (4586) | ᇪ                | anderer Buchstabe, Silbe oder Ideogramm | links nach rechts     | HANGUL JONGSEONG SIOS-PIEUP           | Hangeul-Jongseong Sios-Pieup           |
| U+11EB (4587) | ᇫ                | anderer Buchstabe, Silbe oder Ideogramm | links nach rechts     | HANGUL JONGSEONG PANSIOS              | Hangeul-Jongseong Pansios              |
| U+11EC (4588) | ᇬ                | anderer Buchstabe, Silbe oder Ideogramm | links nach rechts     | HANGUL JONGSEONG IEUNG-KIYEOK         | Hangeul-Jongseong Ieung-Kiyeok         |
| U+11ED (4589) | ᇭ                | anderer Buchstabe, Silbe oder Ideogramm | links nach rechts     | HANGUL JONGSEONG IEUNG-SSANGKIYEOK    | Hangeul-Jongseong Ieung-Ssangkiyeok    |
| U+11EE (4590) | ᇮ                | anderer Buchstabe, Silbe oder Ideogramm | links nach rechts     | HANGUL JONGSEONG SSANGIEUNG           | Hangeul-Jongseong Ssangieung           |
| U+11EF (4591) | ᇯ                | anderer Buchstabe, Silbe oder Ideogramm | links nach rechts     | HANGUL JONGSEONG IEUNG-KHIEUKH        | Hangeul-Jongseong Ieung-Khieukh        |
| U+11F0 (4592) | ᇰ                | anderer Buchstabe, Silbe oder Ideogramm | links nach rechts     | HANGUL JONGSEONG YESIEUNG             | Hangeul-Jongseong Yesieung             |
| U+11F1 (4593) | ᇱ                | anderer Buchstabe, Silbe oder Ideogramm | links nach rechts     | HANGUL JONGSEONG YESIEUNG-SIOS        | Hangeul-Jongseong Yesieung-Sios        |
| U+11F2 (4594) | ᇲ                | anderer Buchstabe, Silbe oder Ideogramm | links nach rechts     | HANGUL JONGSEONG YESIEUNG-PANSIOS     | Hangeul-Jongseong Yesieung-Pansios     |
| U+11F3 (4595) | ᇳ                | anderer Buchstabe, Silbe oder Ideogramm | links nach rechts     | HANGUL JONGSEONG PHIEUPH-PIEUP        | Hangeul-Jongseong Phieuph-Pieup        |
| U+11F4 (4596) | ᇴ                | anderer Buchstabe, Silbe oder Ideogramm | links nach rechts     | HANGUL JONGSEONG KAPYEOUNPHIEUPH      | Hangeul-Jongseong Kapyeounphieuph      |
| U+11F5 (4597) | ᇵ                | anderer Buchstabe, Silbe oder Ideogramm | links nach rechts     | HANGUL JONGSEONG HIEUH-NIEUN          | Hangeul-Jongseong Hieuh-Nieun          |
| U+11F6 (4598) | ᇶ                | anderer Buchstabe, Silbe oder Ideogramm | links nach rechts     | HANGUL JONGSEONG HIEUH-RIEUL          | Hangeul-Jongseong Hieuh-Rieul          |
| U+11F7 (4599) | ᇷ                | anderer Buchstabe, Silbe oder Ideogramm | links nach rechts     | HANGUL JONGSEONG HIEUH-MIEUM          | Hangeul-Jongseong Hieuh-Mieum          |
| U+11F8 (4600) | ᇸ                | anderer Buchstabe, Silbe oder Ideogramm | links nach rechts     | HANGUL JONGSEONG HIEUH-PIEUP          | Hangeul-Jongseong Hieuh-Pieup          |
| U+11F9 (4601) | ᇹ                | anderer Buchstabe, Silbe oder Ideogramm | links nach rechts     | HANGUL JONGSEONG YEORINHIEUH          | Hangeul-Jongseong Yeorinhieuh          |
| U+11FA (4602) | ᇺ                | anderer Buchstabe, Silbe oder Ideogramm | links nach rechts     | HANGUL JONGSEONG KIYEOK-NIEUN         | Hangeul-Jongseong Kiyeok-Nieun         |
| U+11FB (4603) | ᇻ                | anderer Buchstabe, Silbe oder Ideogramm | links nach rechts     | HANGUL JONGSEONG KIYEOK-PIEUP         | Hangeul-Jongseong Kiyeok-Pieup         |
| U+11FC (4604) | ᇼ                | anderer Buchstabe, Silbe oder Ideogramm | links nach rechts     | HANGUL JONGSEONG KIYEOK-CHIEUCH       | Hangeul-Jongseong Kiyeok-Chieuch       |
| U+11FD (4605) | ᇽ                | anderer Buchstabe, Silbe oder Ideogramm | links nach rechts     | HANGUL JONGSEONG KIYEOK-KHIEUKH       | Hangeul-Jongseong Kiyeok-Khieukh       |
| U+11FE (4606) | ᇾ                | anderer Buchstabe, Silbe oder Ideogramm | links nach rechts     | HANGUL JONGSEONG KIYEOK-HIEUH         | Hangeul-Jongseong Kiyeok-Hieuh         |
| U+11FF (4607) | ᇿ                | anderer Buchstabe, Silbe oder Ideogramm | links nach rechts     | HANGUL JONGSEONG SSANGNIEUN           | Hangeul-Jongseong Ssangnieun           |